# Lingayatisme
Le lingayatisme est un mouvement religieux fondé au XIIe siècle par Vishwaguru Basavanna dans le sud de l'Inde (se basant sur la tradition shivaïte virashaiva), qui philosophiquement a des éléments de l'Advaita Vedanta jusqu'au Dvaita, liée aux Véda et ses Upanishad tout en étant un membre de la tradition de l'Agama (sanskrit) et du Tantrisme (union avec la Déesse), ainsi que des éléments de bouddhisme et de jaïnisme (jaïnisme qui fut très implanté au Karnataka).
Ses membres sont connus sous le nom de Lingayats (kannada : ಲಿಂಗಾಯತ, Télougou : లింగాయత, Tamoul : இலிங்காயதம், Marathi : लिंगायत). Le terme est dérivé de Lingavantha en langue Kannada, signifiant « ceux qui portent Ishtalinga (kan: ಇಷ್ಟಲಿಂಗ) sur eux ». Ishtalinga est un objet emblématique de forme ovale symbolisant Shiva, et qui est porté accroché par une cordelette autour du cou. Le terme linga est plus volontiers utilisé pour désigner les symboles érigés dans les temples. Les lingayats s'appellent aussi eux-mêmes Vira-shaiva, « héros shivaïtes ».
Le lingayatisme est souvent défini comme étant une branche de l'hindouisme ; ce rattachement à l'hindouisme est toutefois fortement contesté par certains de ses membres, qui y voient une religion indépendante (reconnaître une religion, ou une caste, comme étant minoritaire/répertoriée en Inde permet d'avoir des quotas d'emplois réservés pour ses membres dans l'administration indienne, etc.).

## Histoire et racine intellectuelle du mouvement
Le lingayatisme est un mouvement religieux fondé au XIIe siècle par Vishwaguru Basavanna dans le sud de l'Inde (se basant sur la tradition shivaïte virashaiva), en réaction aux dérives du système de castes, car il considérait que les individus doivent être classés selon leurs pratiques et non leur naissance (jati). Pour le lingayatisme, le vrai paria est celui qui tue des êtres vivants, se nourrit de saleté : ceux qui sont vraiment supérieurs sont ceux qui souhaitent le bien de tous les êtres vivants ; il ne s'agit point d'un titre hérité par la simple naissance. C'est un mouvement monothéiste, adorateur de Shiva, qui est représenté pour les prières sous une forme de linga portatif, ou Ishtalinga. Il rejette également l'autorité des Védas et certaines croyances hindoues, comme la réincarnation et le karma,, conçues comme des attitudes superstitieuses légitimant l'ego (ahamkara). Il y a bien, dans la métaphysique des Lingayats, un Samsara (cycle sans commencement des réincarnations), où il y a d'innombrables existences précédentes en de multiples formes de vie, mais le but de cette compréhension du samsara n'est pas d'y croire seulement (ou de s'y complaire), mais de faire tout pour le quitter en suivant les enseignements du Lingayatisme (à la fois éthiques et universels) et s'unir au Dieu Un, Shiva. Celui qui suit les enseignements du lingayatisme est assuré de se libérer de ses actes (Karma) antérieurs et d'obtenir le Moksha – les non-lingayats sont appelés Bhavi : « Ceux qui naissent à plusieurs reprises » – et n'a donc aucunement besoin de croire au Samsara ni au Karma, car même si le lingayatisme accepte la doctrine des Upanishad sur la rétribution des Karma/Actes de vie en vie, croire en sa destinée limitée ne permet pas de s'en libérer.

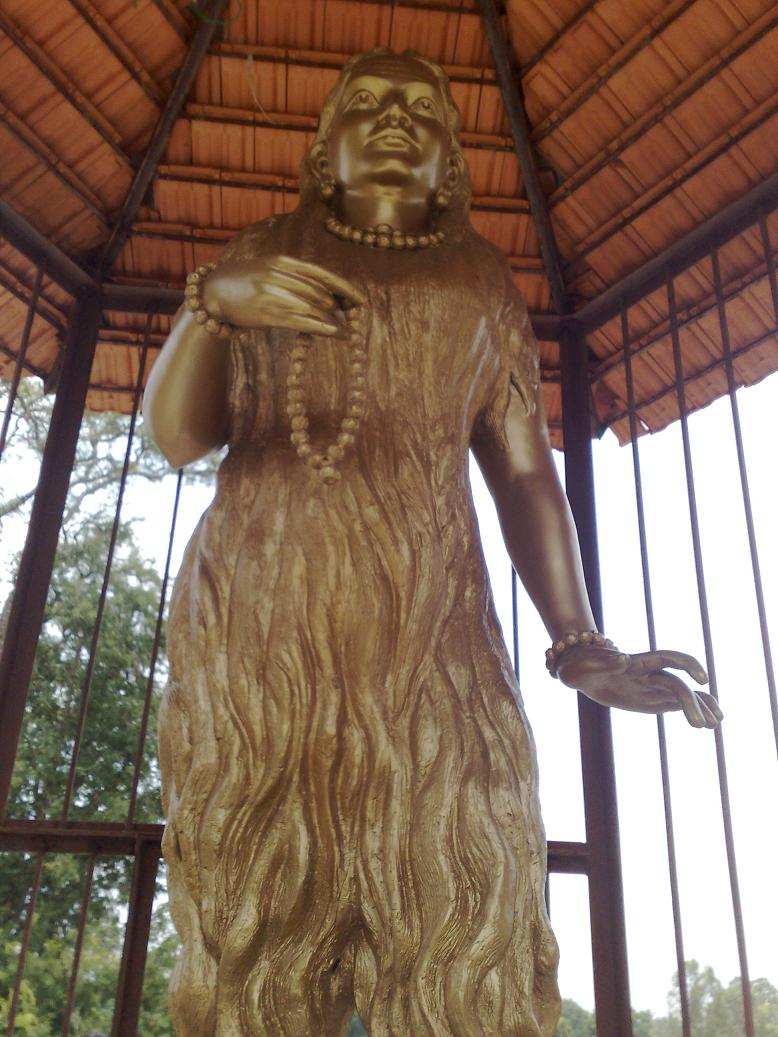
Akka Mahadevi, Sainte-Poète des Lingayat, ascète représentée nue vêtue de ses seuls cheveux.

### Empire hindou du Vijayanagara
- Royaume de Vijayanagara (1336-1672)

### Règne islamique de Mysore
Après que Haider Ali ait mené un coup d'État, à la suite de sa nomination en tant que chef militaire de la dynastie hindoue Wadiyar de Mysore, les Lingayats du Karnataka furent soumis à la règle islamique à la fin du XVIIIe siècle. Durant cette période, les fidèles du lingayatisme furent persécutés. Tipu Sultan, par exemple, trouvait que les pratiques des Lingayats étaient des offenses à la règle islamique et ordonna la mutilation des femmes lingayates qui ne respectaient pas ses codes vestimentaires (les renonçantes shivaïtes pouvaient jusqu'alors vivre nues comme Akka Mahadevi).

## Théologie lingayat

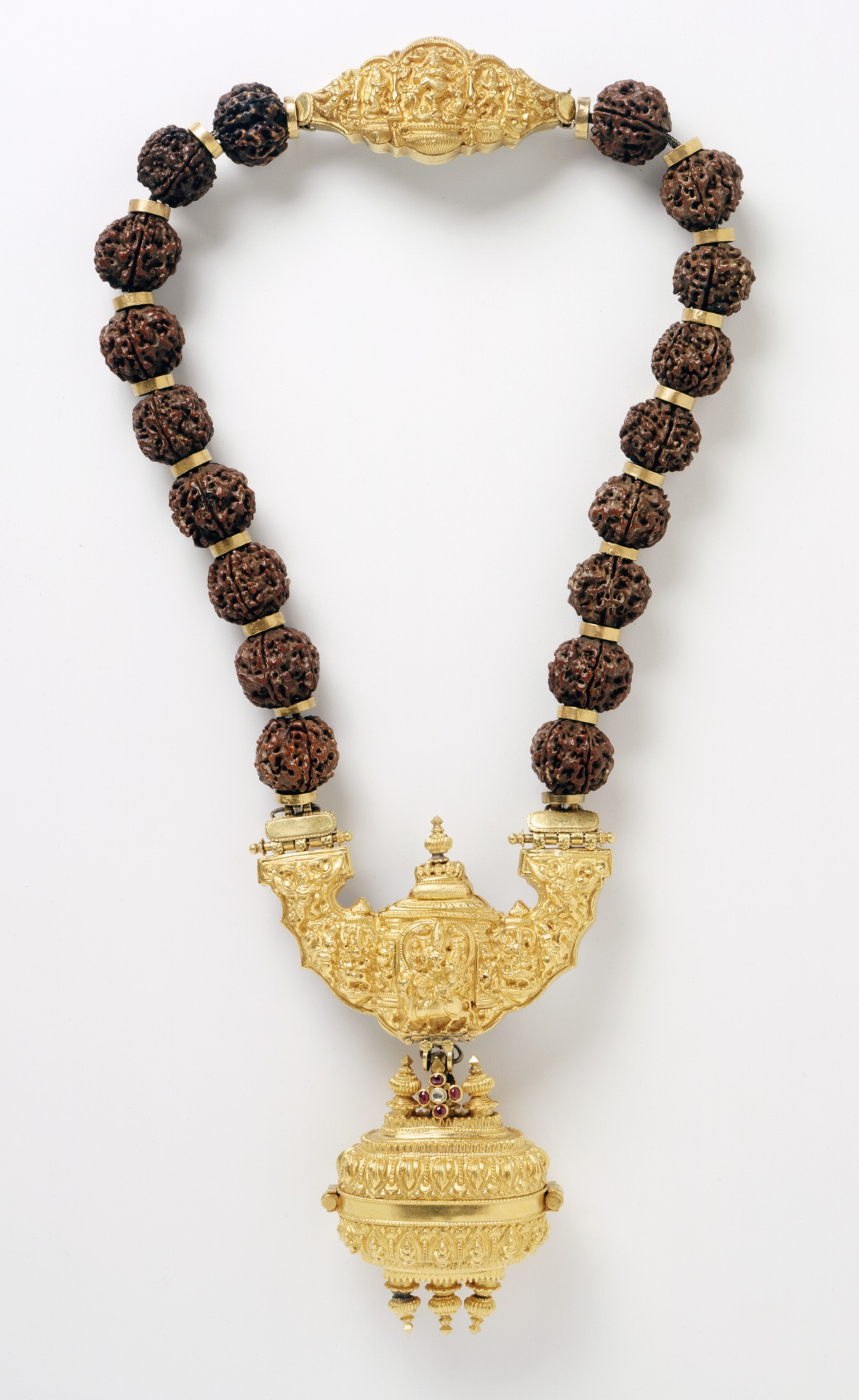
Un collier avec un pendentif contenant le symbole de Shiva, le Linga, est porté par les Lingayats. Les graines de Rudraksha (au-dessus) et la Vibhuti (cendre sacrée faite à partir de bouse brûlée de vache, mise sur le front) sont les autres symboles adoptés pour se rappeler constamment des articles de foi du Lingayatisme.

Les Lingayats proposent une conception essentiellement monothéiste de la divinité à travers le culte du Seigneur Shiva (informe, Dieu infini). Le lingayatisme conçoit le Soi comme émergeant du divin et en union avec. Fondamentalement égalitaire, il ne conçoit pas l'humanité sur la base de la caste, de la croyance, du sexe, de la langue, du pays ou de la race. Les premiers Lingayats ont mis l'importance sur les Vachana promulgués par leur gourou (« maître »), Basava.
Au centre de la théologie lingayat, il y a cinq codes de conduite (appelés Panchāchāras), huit « boucliers » (Ashtāvarana) et le concept des six différents niveaux que le dévot peut atteindre (connu sous le nom de Shatsthala).

### Védas et Shastras
Les premiers philosophes lingayats ont critiqué le ritualisme centré sur les Védas et les autres textes anciens de l’hindouisme, considérés comme mal compris et dévoyés. Un poème du gourou Basava (né dans une famille de brâhmanes) indique à ce propos :

« En voyant une statue de serpent, ils demandent de l'adorer ; en voyant un vrai serpent, ils demandent de le tuer. Quand un homme pieux vient affamé, ils lui demandent de s'en aller ; quand ils voient une idole sans vie, ils essayent de la nourrir. S'ils ignorent les disciples du Kudala Sanga, ils deviendront comme des papillons de nuit frappés par une pierre. »

Les chercheurs affirment que, tandis que les penseurs Virashaiva ont rejeté des coutumes rituelles et la mainmise des brâhmanes sur les Védas et les Shastras, ils n’ont pas purement et simplement rejeté la connaissance védique. Ainsi, le poète télougou virashaiva/lingayat Palkuriki Somanatha, du XIIIe siècle, auteur du Basava Purana – un texte saint des Lingayats, affirme : « le Virashaivisme [Lingayatisme] est entièrement conforme aux Védas et aux Shastras. »,.

### Panchachara

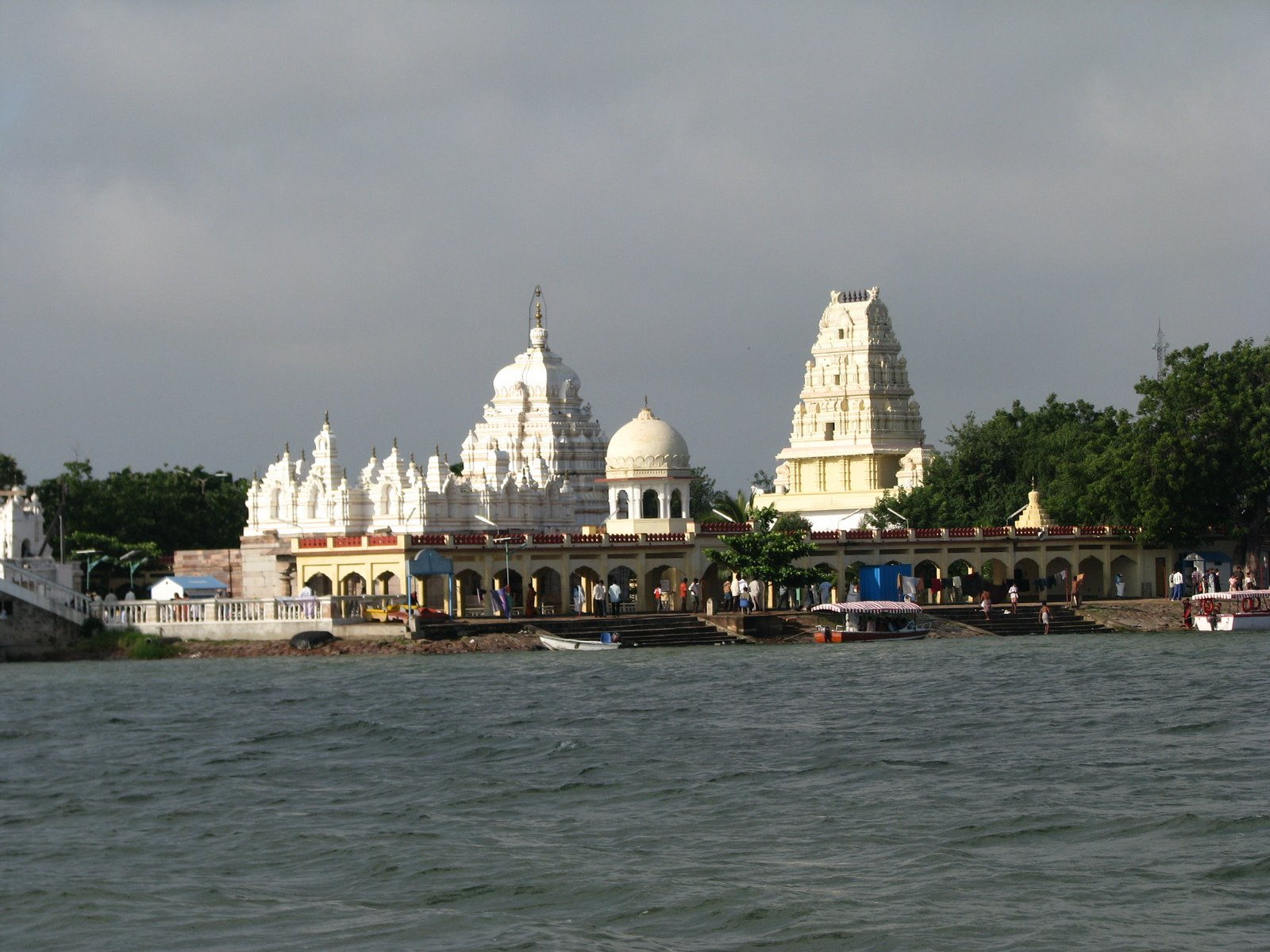
Kudalasangama où le samadhi (mausolée) de Guru Basavanna est situé.

Le Panchachara décrit les cinq conduites que doit pratiquer un « dévot du Linga » (lingayat) ou « Héros shivaïte » (Vira-Shaiva). Le Panchachara inclut :
- Lingāchāra – Vénération quotidienne d'un Ishtalinga individuel, trois fois par jour.
- Sadāchāra – Attention à sa vocation shivaïte et à son devoir, respect des sept règles de conduites émises par Basavanna :
  - kaLa beDa (Ne pas voler) ;
  - kola beDa (Ne pas tuer ou blesser une créature) ;
  - husiya nuDiyalu beDa (ne pas proférer des mensonges alliés de la violence ou du vol) ;
  - thanna baNNisabeDa (Ne pas prier pour son compte ou s'auto-glorifier) ;
  - idira haLiyalu beDa (Ne pas gronder les autres) ;
  - muniya beDa (Ne pas abuser autrui par la colère) ;
  - anyarige asathya paDabeDa (Ne pas être intolérant envers autrui).
- Sivāchāra – reconnaître Shiva comme l'Être divin suprême et respecter l'égalité et le bien-être de tout être humain ou vivant.
- Bhrityāchāra – Compassion envers toutes les créatures.
- Ganāchāra – Défense de la communauté lingayat et de ses principes.

### Ashtavarana
L'Ashtavarana est l'armure octuple qui protège le dévot de la distraction externe et des attachements terrestres. L'Ashtavarana inclut :
- Guru – obéissance envers le gourou, le « maître » ;
- Linga – porter l' Ishtalinga sur le corps, en tout temps ;
- Jangama (en) – respect pour les ascètes de Shiva comme incarnations de la divinité ;
- Pādodaka (en) – boire l'eau utilisée pour le bain du Linga ;
- Prasād – offrandes sacrées ;
- Vibhūti (en) – se mettre de la cendre sacrée tous les jours ;
- Rudrāksha – porter un collier de rudraksha (perles saintes, graines d'Elaeocarpus ganitrus);
- Mantra – réciter le mantra « Namah Shivaya » (Salutation à Shiva).

### Shatsthala
Shatsthala, ou la théorie des six états, est un point essentiel de la philosophie lingayat. Shatsthala est la réunion des termes Shat et Sthala, qui signifient « six états » à travers lesquels l'âme avance dans sa quête ultime de la réalisation du Suprême (ou Shiva Déva, le « Bon Dieu »).
Le Shatsthala des lingayats comprend,, :
1. le Bhakta Sthala, qui implique le culte du Guru (le Maître), du Linga (le Signe de Shiva) et du Jangama (ordre shivaïte de moines errants). Quand on comprend le sens ultime de ce Sthala, on comprend le sens véritable de la trinité du Guru, du Linga et du Jangama. Par le biais de ce Sthala, on se libère des désirs du corps et de l'esprit et on devient un bhakta (dévot) en raison de l'amour pour Shiva que l'on entretient.
2. le Maheshwara Sthala, qui implique la pratique effective de l'état premier, ce qui nécessite de perdre le désir de richesse matérielle, de ne plus envier et de ne plus avoir de soif pour les plaisirs sensuels injustes.
3. le Prasadi Sthala, qui implique de constater que toutes les choses du monde sont des dons de Shiva, que n'importe quel humain pouvant recevoir les dons de Shiva doit retourner à lui par l'intermédiaire du Jangama, ordre shivaïte de moines errants qui représente le Seigneur Shiva.
4. le Pranalingi Sthala, qui implique une conscience de l'être intérieur, où l'on en vient à concevoir que le Linga est le Jangama et que toutes les actions sont transformées en prières.
5. le Sharana Sthala, qui implique que le dévot (bhakta) obtient le sentiment et la connaissance de la présence de Dieu dans sa propre âme et commence un dialogue direct avec Shiva.
6. le Aikya Sthala, c'est la conscience unifiée du Soi avec le Suprême[20]. Le Aikya Sthala est le point culminant où l'âme quitte le corps individuel et se confond avec le Suprême.

Tandis que Basava conçoit le Shatsthala comme un processus avec différents stades à atteindre successivement, Channabasavanna, neveu de Basava, considérait que l'on pouvait atteindre son salut dans n'importe quelle étape.

### Shunya
Le but de l'existence est l'union réelle de Shiva (Linga) et de l'âme (anga) qui s'identifie à Dieu, but décrit comme étant Shunya, vide ou zéro, qui n'est pas un néant. On fusionne avec Shiva par le shatsthala, une voie de dévotion et d'abandon confiant dotée de six étapes progressives : Bhakti (dévotion), Mahesha (service désintéressé), Prasada (quête sincère de la grâce de Shiva), Pranalinga (expérience que tout est Shiva), Sharana (refuge en Shiva, sans ego), et Aikya (unité avec Shiva). Chaque phase permet à l'âme d'approcher peu à peu le Suprême, jusqu'à ce que l'âme et Dieu fusionnent dans un état de perpétuelle conscience de Shiva, comme les rivières fusionnent dans l'océan.

### Anubhava Mantapa
L'Anubhava Mantapa (en) était une académie de mystiques, de saints et de philosophes de la foi lingayat au XIIe siècle à Kalyana (en) (District de Bidar, Karnataka). 
C'était la source vive de toute pensée et philosophie se rapportant aux lingayats. 
Elle a été présidée par le mystique Allamaprabhu (en) et de nombreux Sharana (en) (dévots shivaïtes) de tout le Karnataka et d'autres parties de l'Inde y ont participé. 
Cette institution est aussi l'origine de la littérature du Vachana (poème oral) qui a été utilisée comme vecteur pour propager la pensée religieuse et philosophique du lingayatisme. 
D'autres géants de la théosophie lingayat, comme Akka Mahadevi, Channabasavanna et Basava lui-même, furent des participants de l'Anubhava Mantapa.

## Coutumes et pratiques lingayats

### Éthique, compassion, végétarisme
Concernant leurs mœurs, les Lingayats sont strictement végétariens (respect d'une des sept règles de conduites voulues par Basavanna : kola beDa « Ne pas tuer ou blesser une créature »), rejettent l'utilisation des drogues et la dépravation sexuelle, adoptent une attitude liée à la non-violence universelle (ahimsâ) et refusent le mariage des enfants, les hommes comme les femmes, considérés égaux, étant libres de choisir librement leur partenaire quelle que soit leur origine. Basavanna a ainsi déclaré que :

« La compassion est la pierre d'angle de la religion (Dharma) ; sans compassion, comment peut-il y avoir religion (Dharma) ? »

### Pratique funéraire

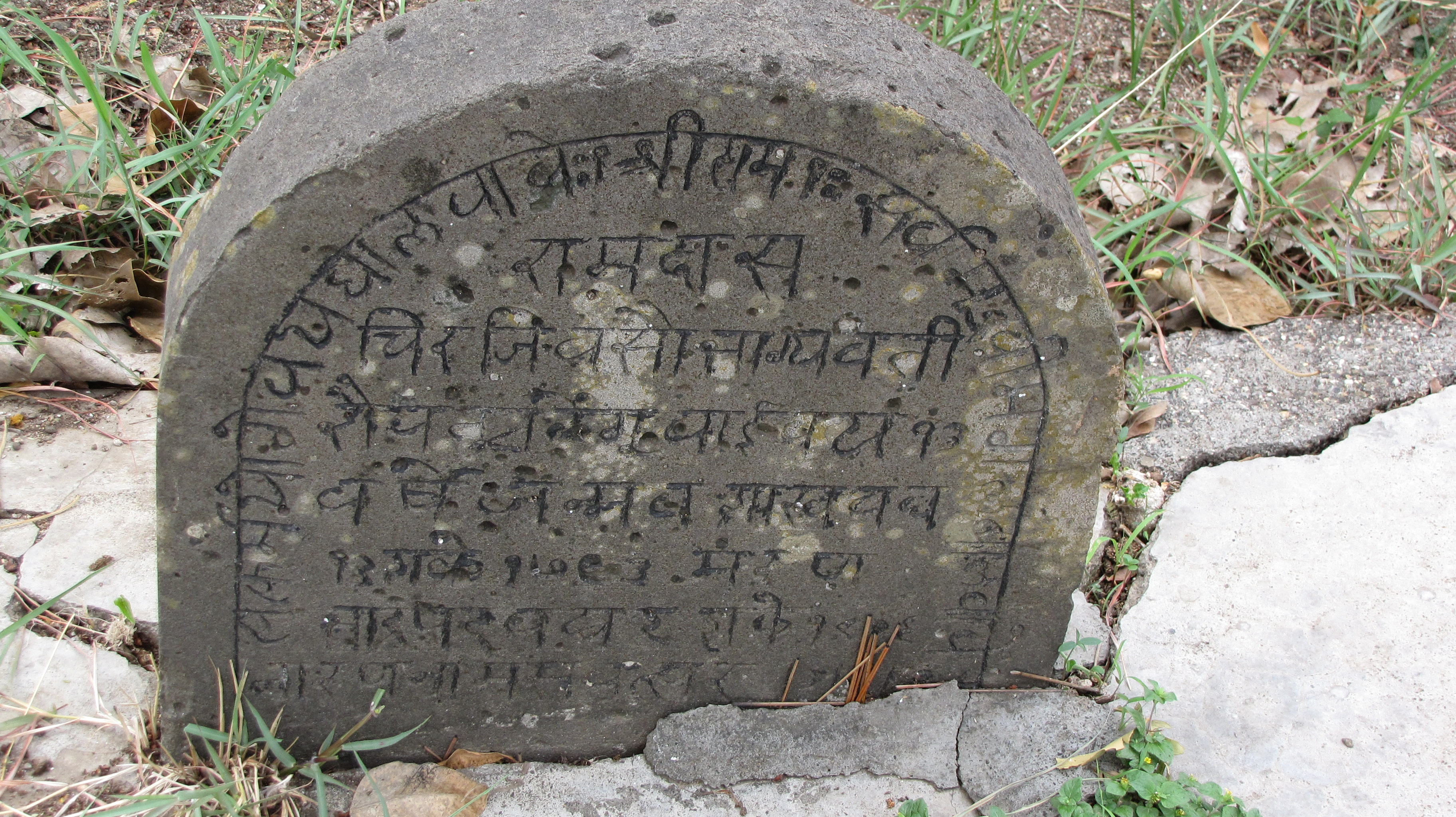
Tombe d'une femme lingayat datant du XIXe siècle, à Pune.

Les Lingayat enterrent leur mort (comme les Bishnoï), en position de méditation (Dhyana Mudra) avec un Ishtalinga dans leur main gauche.

#### Personnalités
- Liste de Lingâyats (en) ou « porteurs de lingam »
- Basava ou Basaveshwara ou Basavanna (1134-1196)
- Channabasavanna (en), neveu de Basava
- Allama Prabhu (en)
- Mahadeviyakka ou Akka Mahadevi
- Siddheshwar (en)
- Palkuriki Somanatha (en)
- Sarvajna (en)